# Kościół świętych Piotra i Pawła w Bożkowie
Kościół świętych Piotra i Pawła w Bożkowie – główna świątynia parafii Świętych Apostołów Piotra i Pawła w Bożkowie ufundowana przez Johanna Ernsta von Götzena, wzniesiona w latach 1704–1708, w stylu barokowym.

## Historia
Najwcześniejsze wzmianki o istnieniu w tym miejscu kościoła pochodzą z 1352 roku. Obecna świątynia została wzniesiona w latach 1704–1708, jej fundatorem był ówczesny właściciel Bożkowa hrabia Johann Ernst von Götzen. W drugiej połowie XIX wieku budowla była restaurowana, a w latach 1965 i 1973 remontowana. 

Decyzją wojewódzkiego konserwatora zabytków z dnia 16 marca 1966 r. obiekt został wpisany do rejestru zabytków.

## Architektura
Kościół jest budowlą jednonawową, orientowaną, z półkolistym zamknięciem od wschodu i czworoboczną wieżą od zachodu. Od północy jest dobudowana kruchta i kaplica kolatorska z prowadzącą do niej spiralną klatką schodową. Od strony południowej jest piętrowa zakrystia, kaplica i druga kruchta. Kościół nakryty jest dachem dwuspadowym z sygnaturką na kalenicy, a wieża posiada cebulasty hełm z latarnią. Nawa nakryta jest sklepieniem kolebkowym z lunetami, na gurtach przechodzących dołem w pary przyściennych pilastrów. We wnętrzu zachowało się barokowe wyposażenie pochodzące głównie z drugiej połowy XVIII wieku, między innymi manierystyczna ambona w kształcie łodzi - dzieło rzeźbiarza Ludwiga Wilhelma Jaschke z Barda. Na łodzi stoją figury św. Piotra i dwóch rybaków wyciągających z wody sieć, a ponad całością rozpościera się żagiel z herbem fundatora świątyni. Zasadniczą część głównego ołtarza stanowi obraz przedstawiający powitanie św. Piotra i św. Pawła, przy tabernakulum znajdują się relikwie św. Franciszka Ksawerego i św. Rocha. W kościele znajdują się również cztery boczne ołtarze: poświęcony św. Annie i Maryi, Matce Boskiej Różańcowej, św. Barbarze, oraz przedstawiający pokłon pasterzy.

Na przykościelnym cmentarzu znajdują się zabytkowe nagrobki i epitafia, między innymi rodziny Magnisów. Obok kościoła stoi zabytkowa plebania z 1797 roku, dwuskrzydłowa, z dachem dwuspadowym ujętym w pilastrowane szczyty.

## Galeria

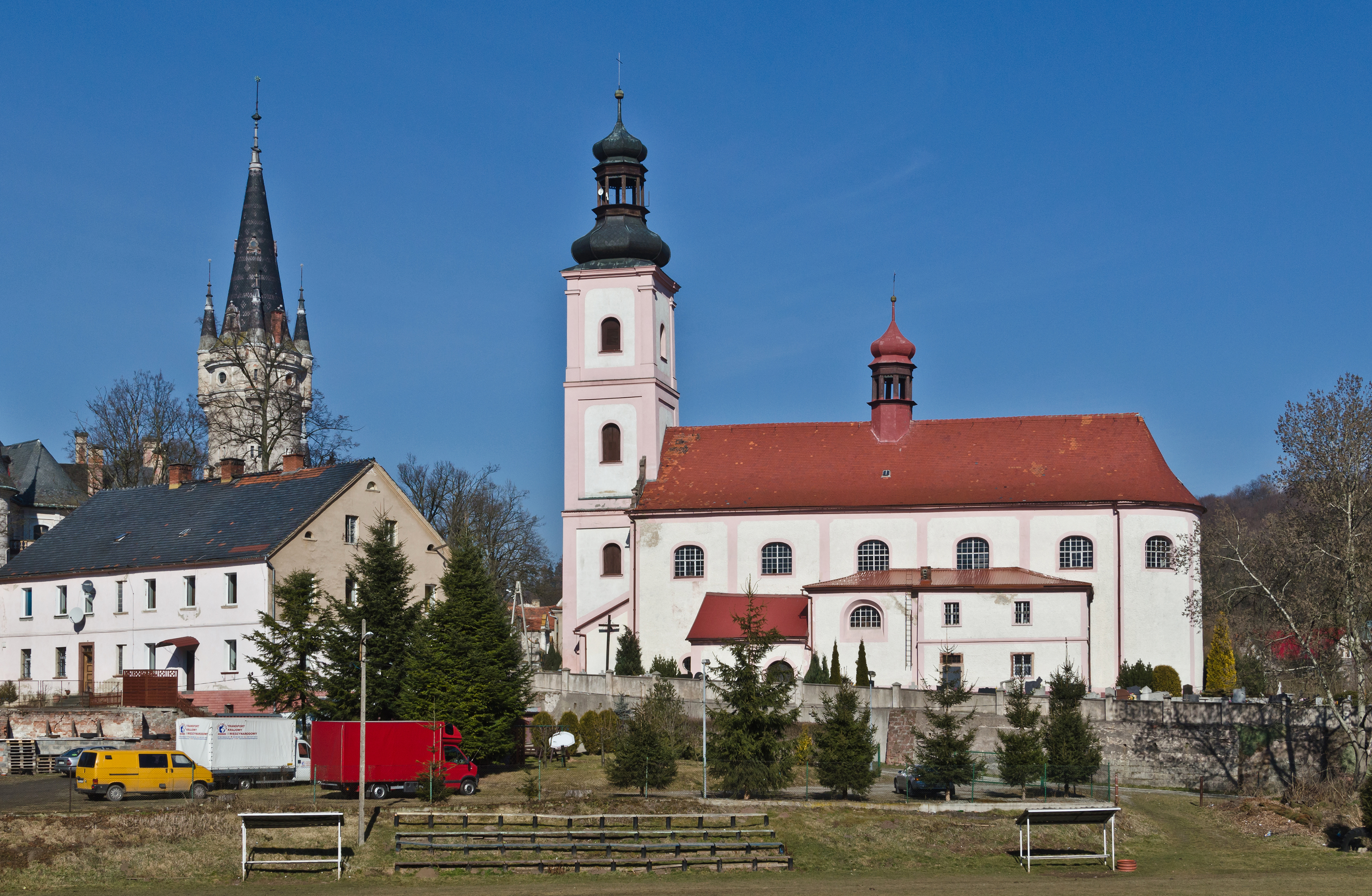
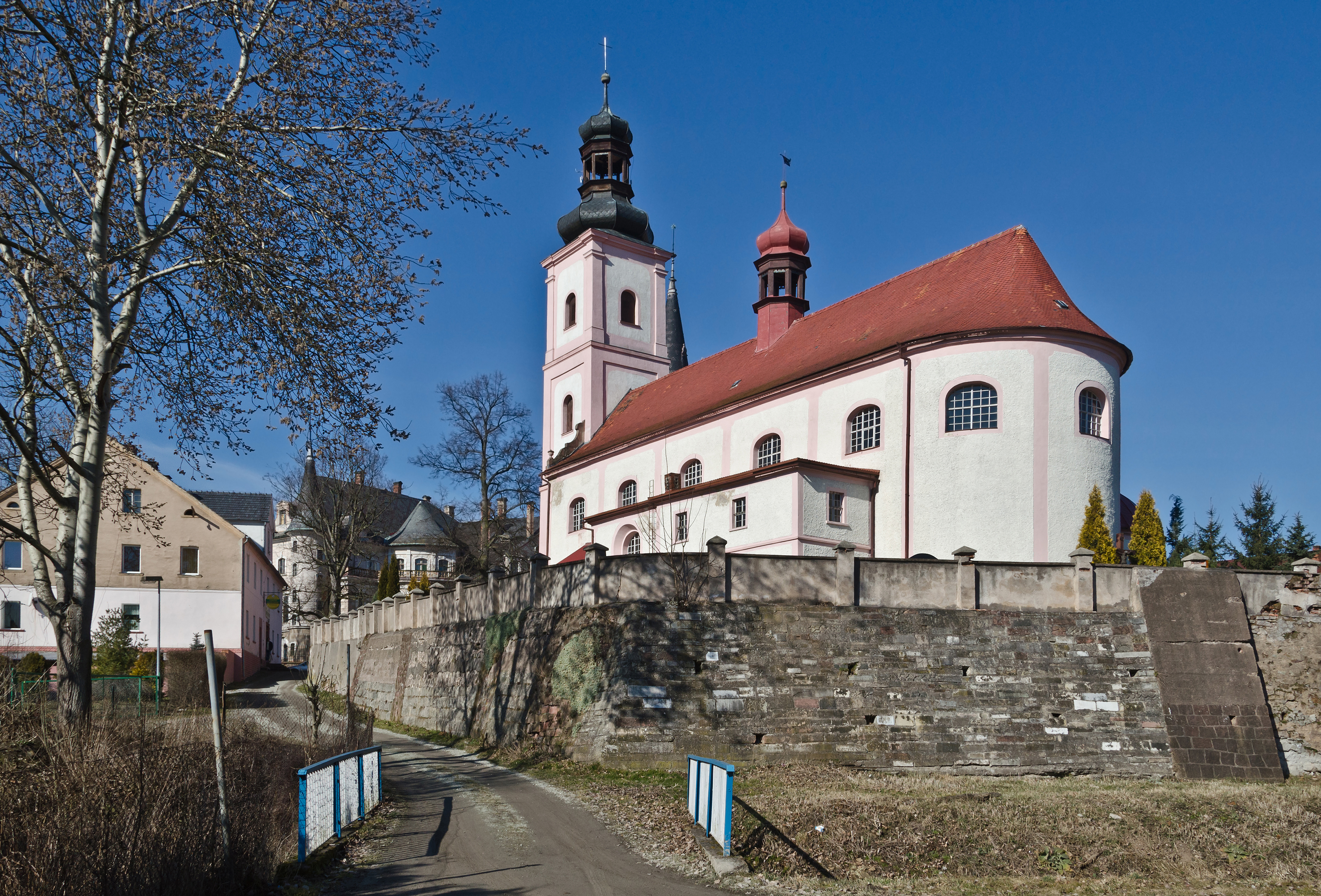
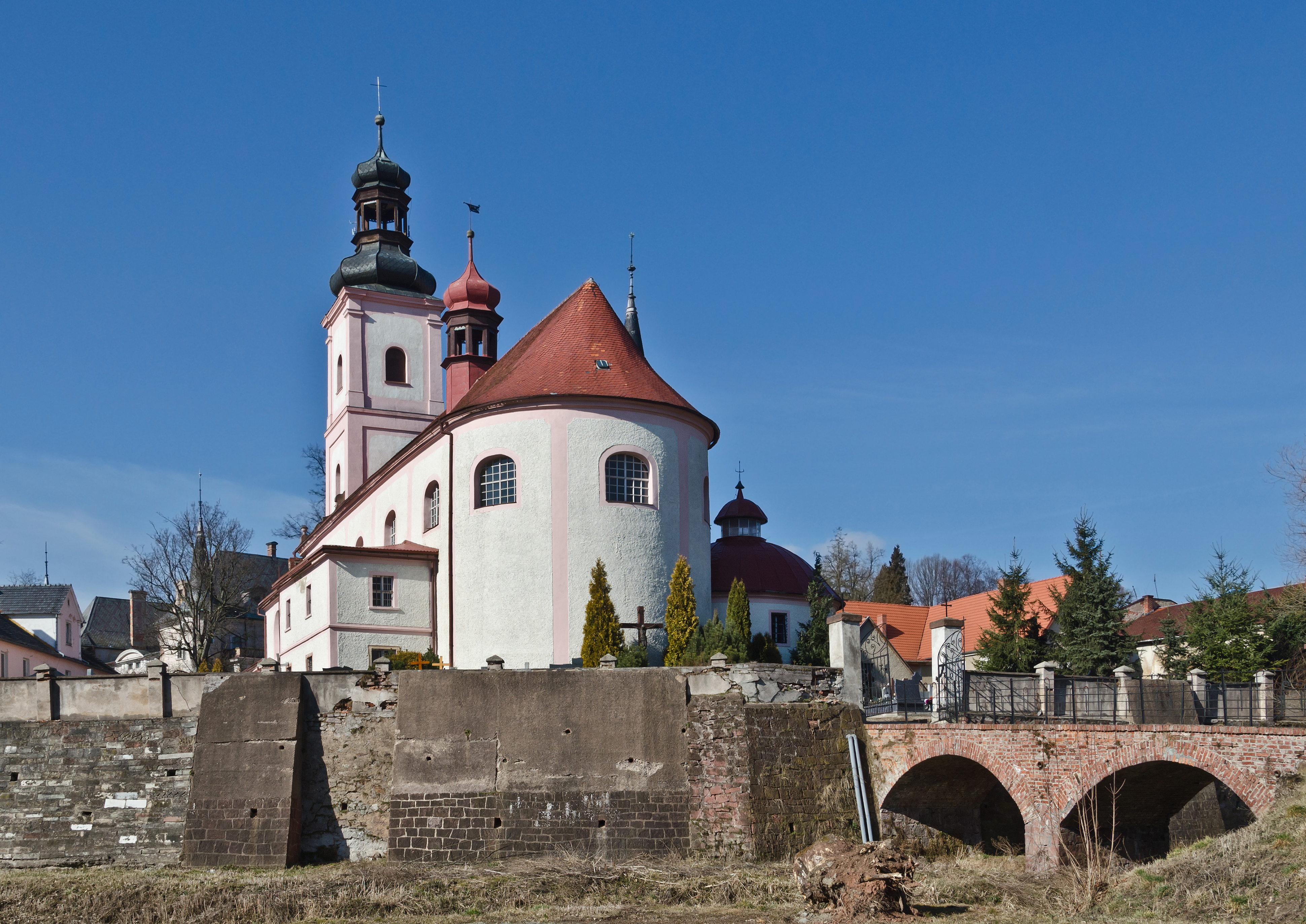
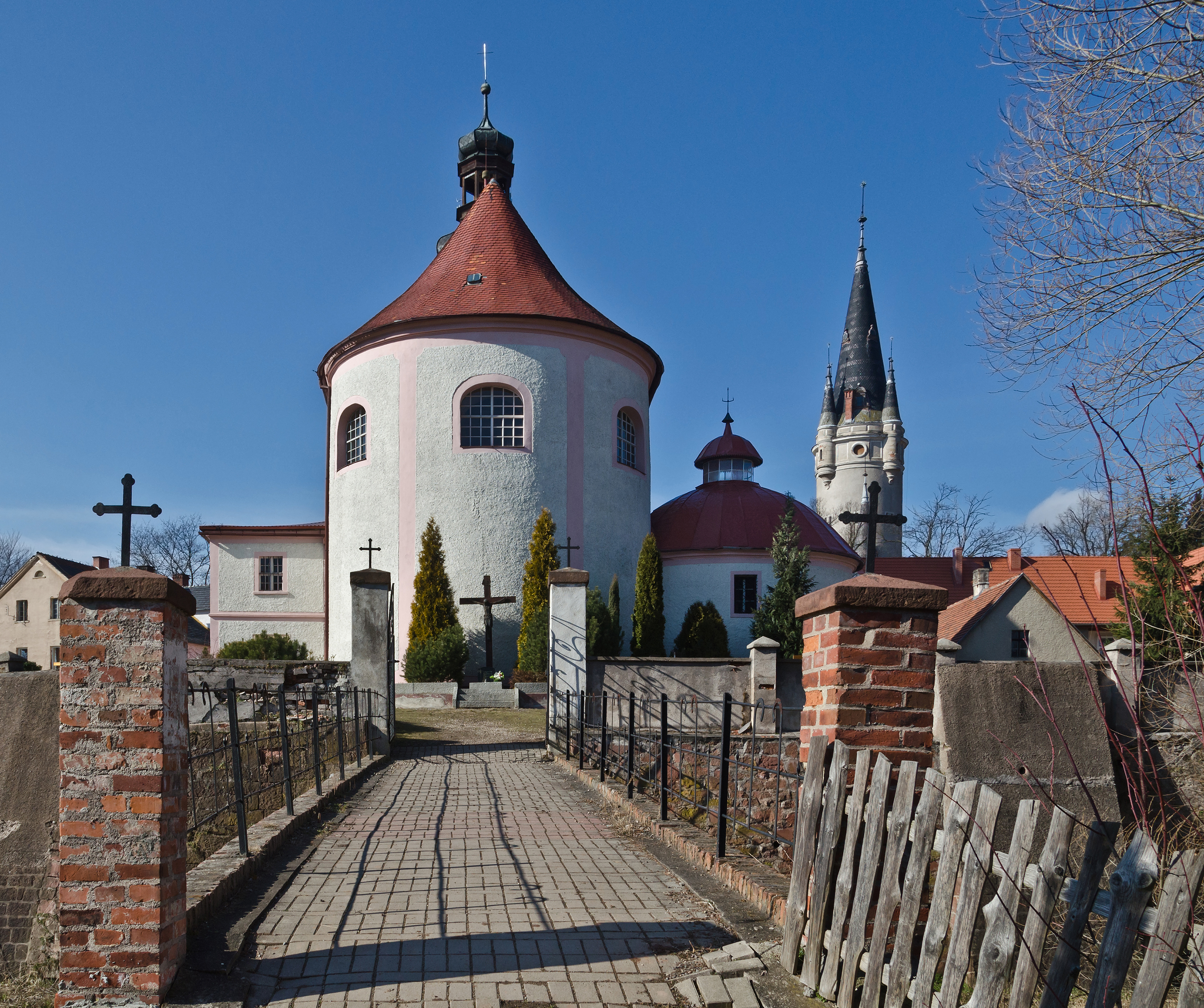
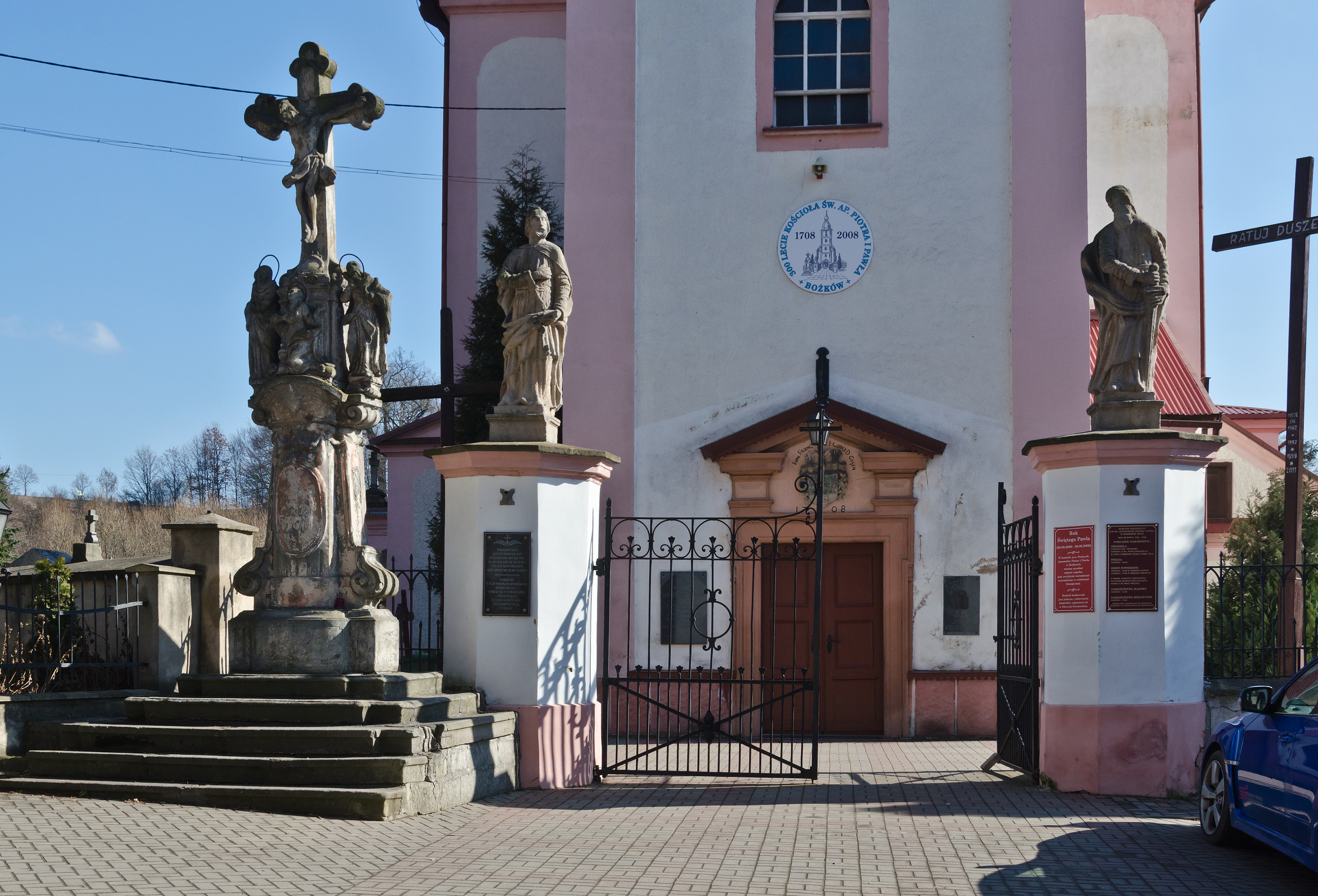
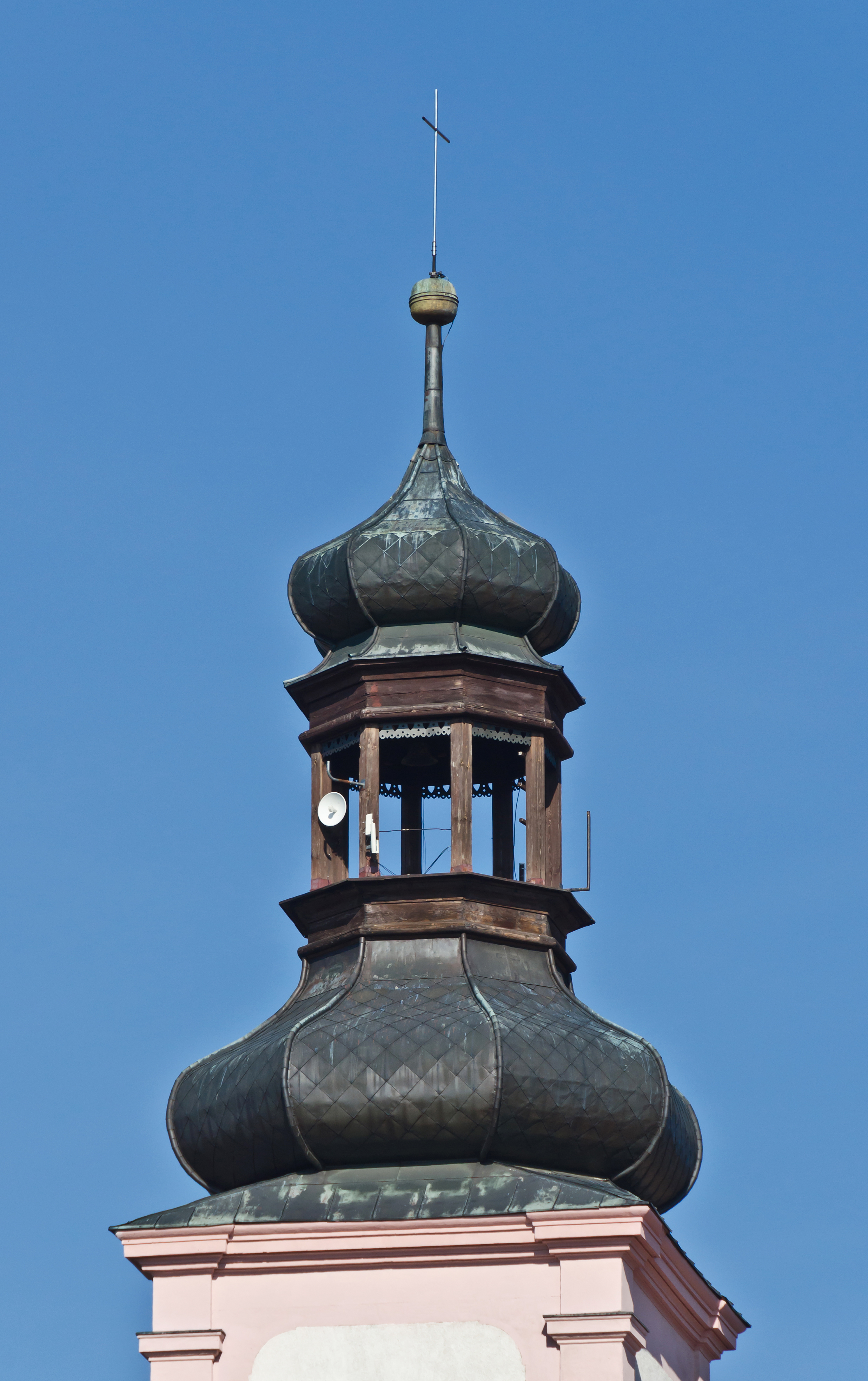
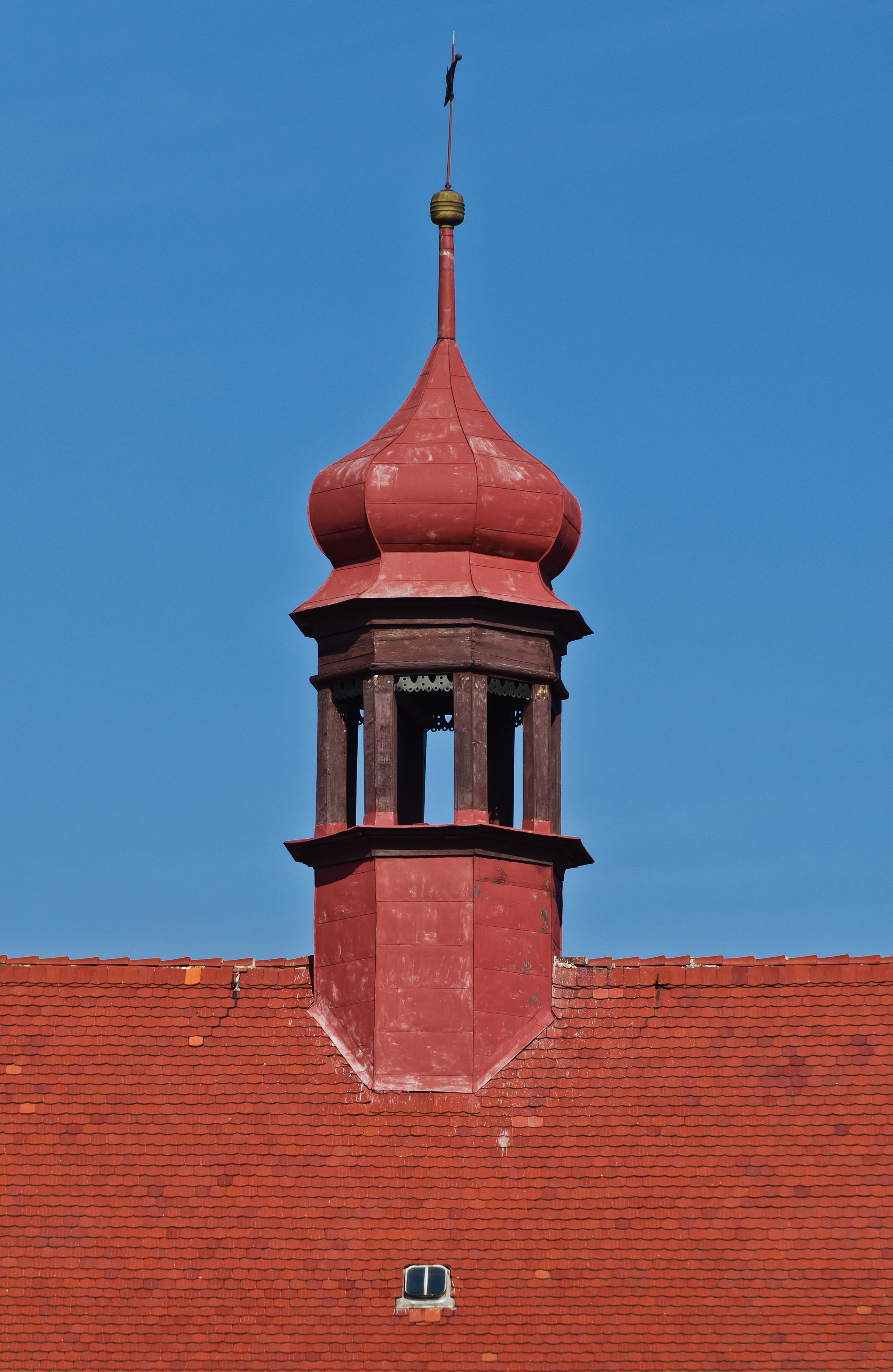
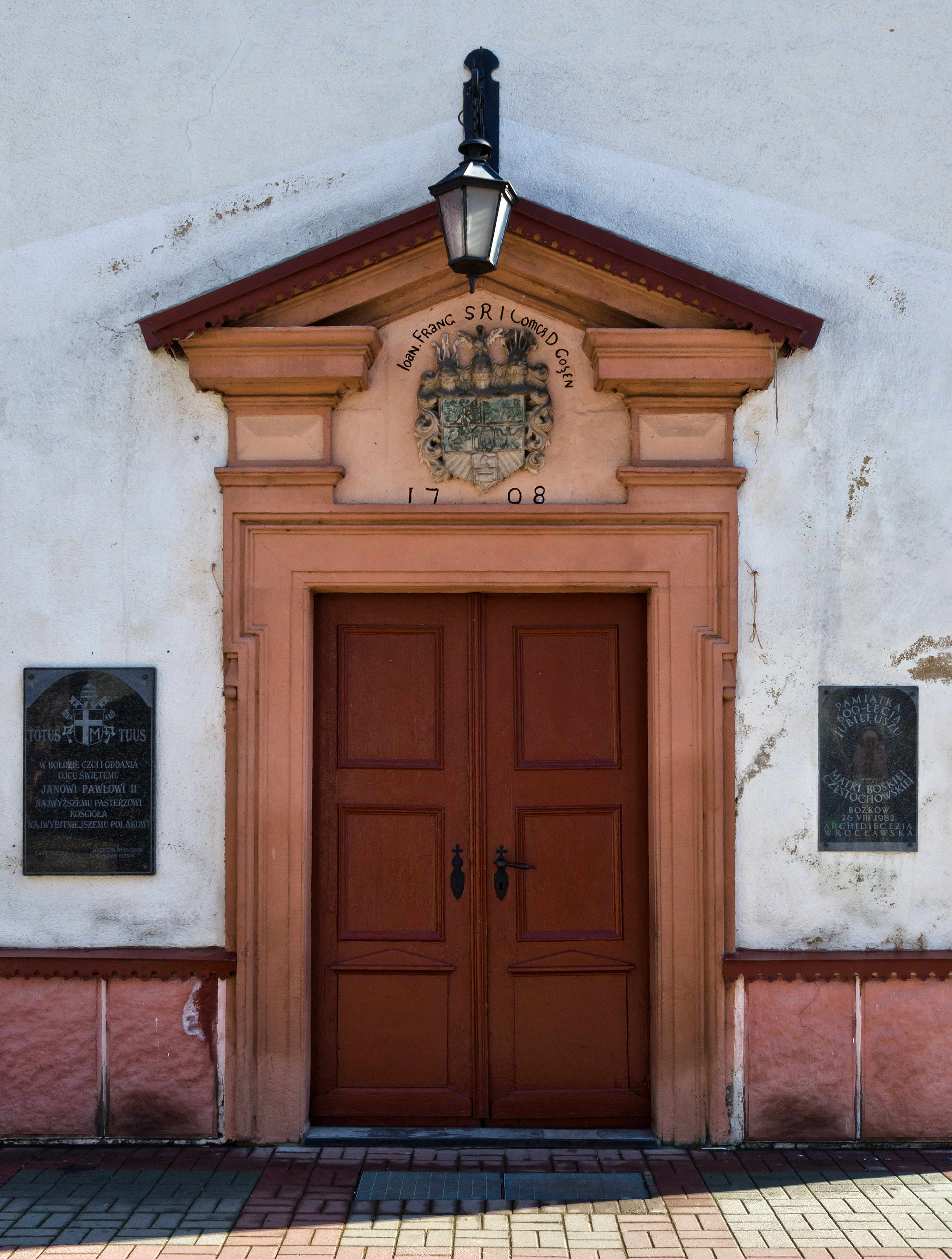
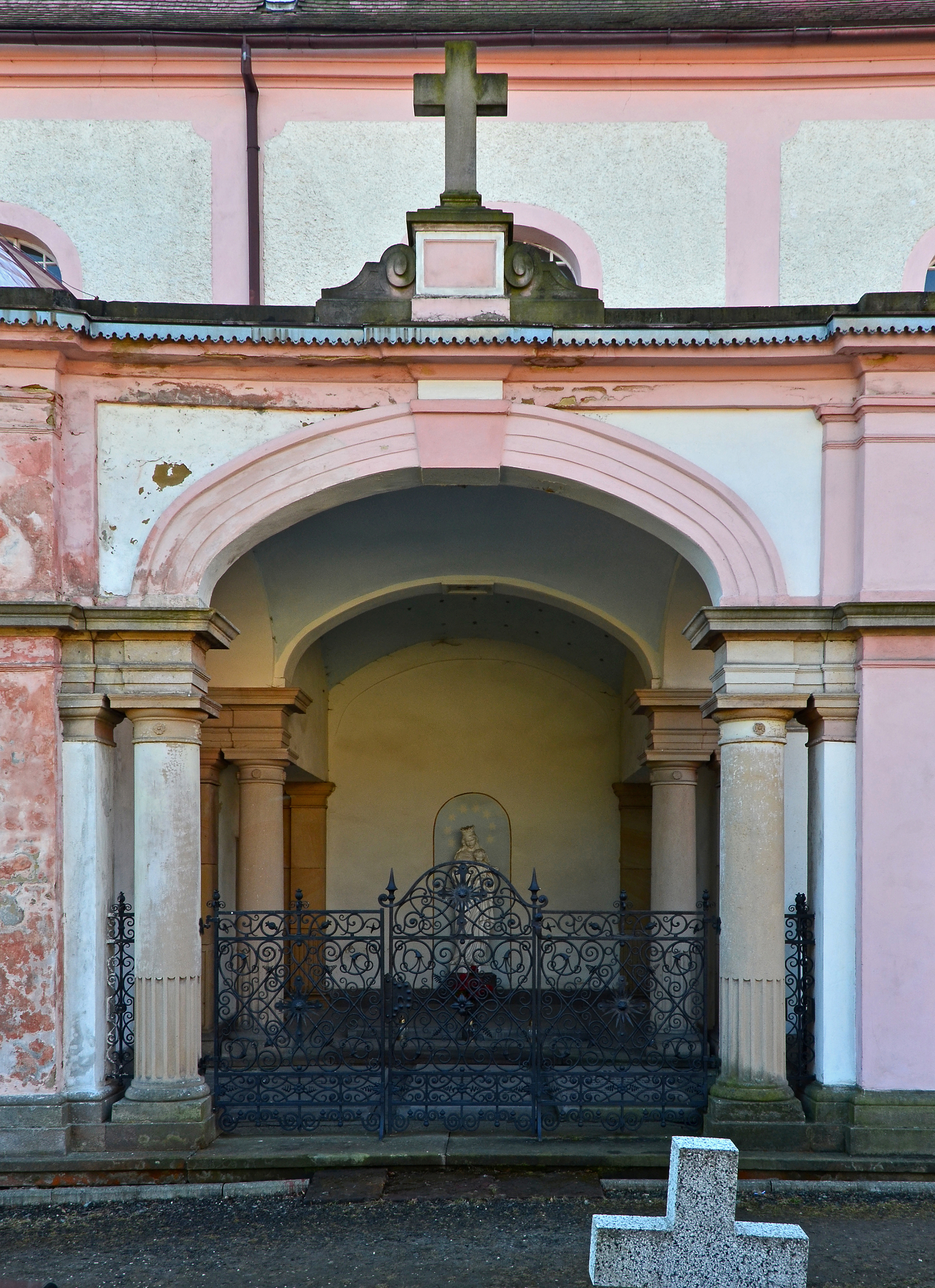
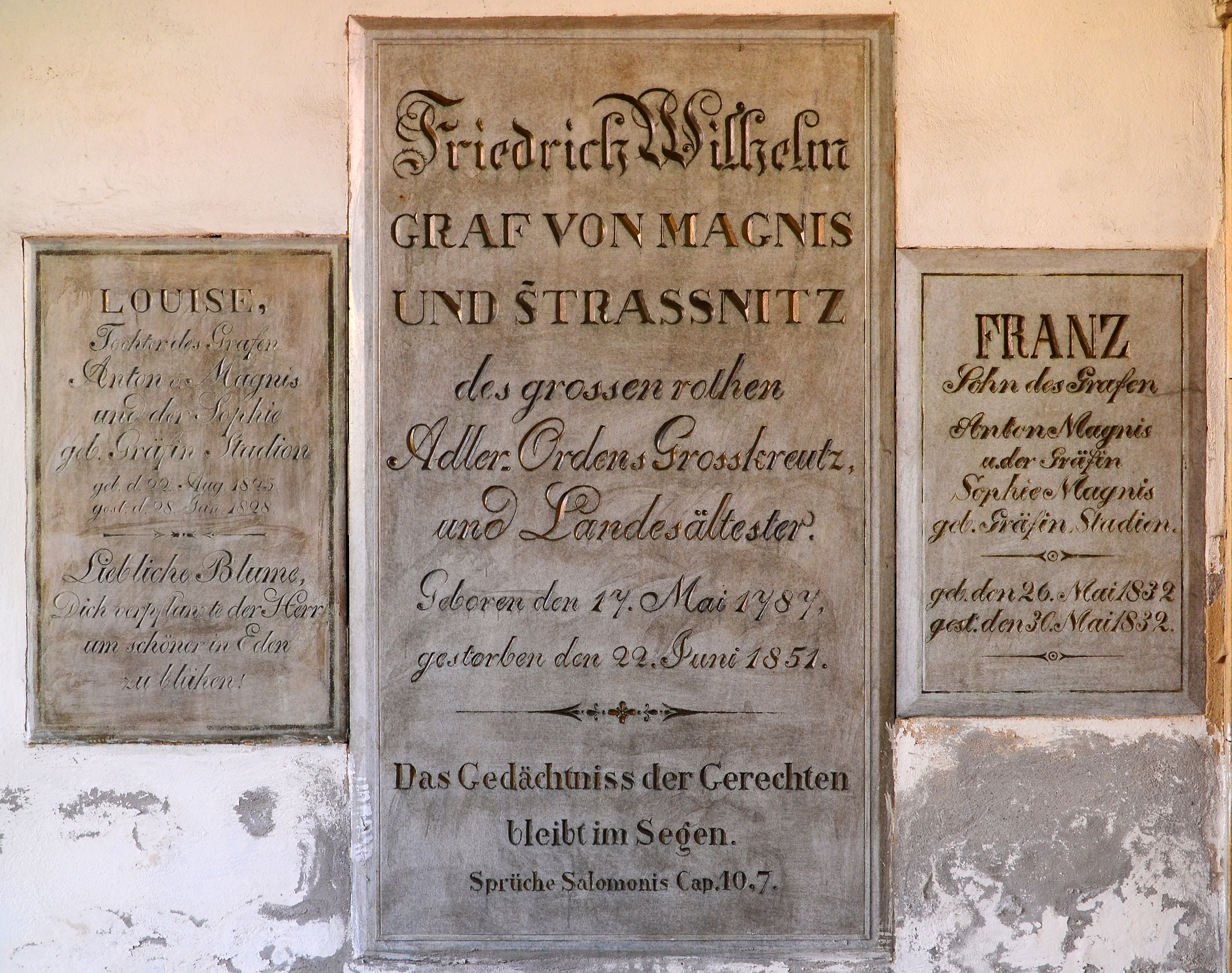
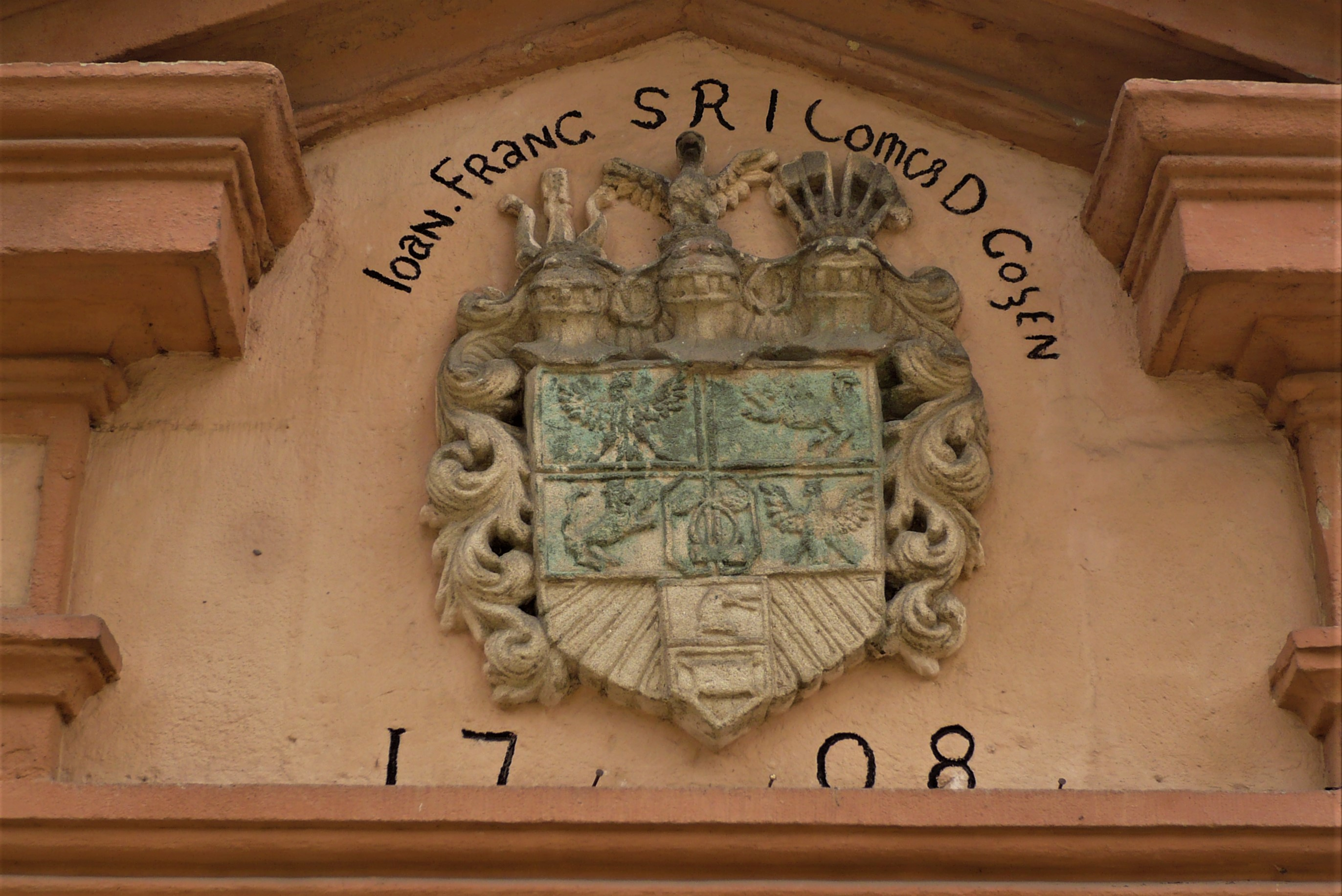
Herb Goetzenów nad wejściem
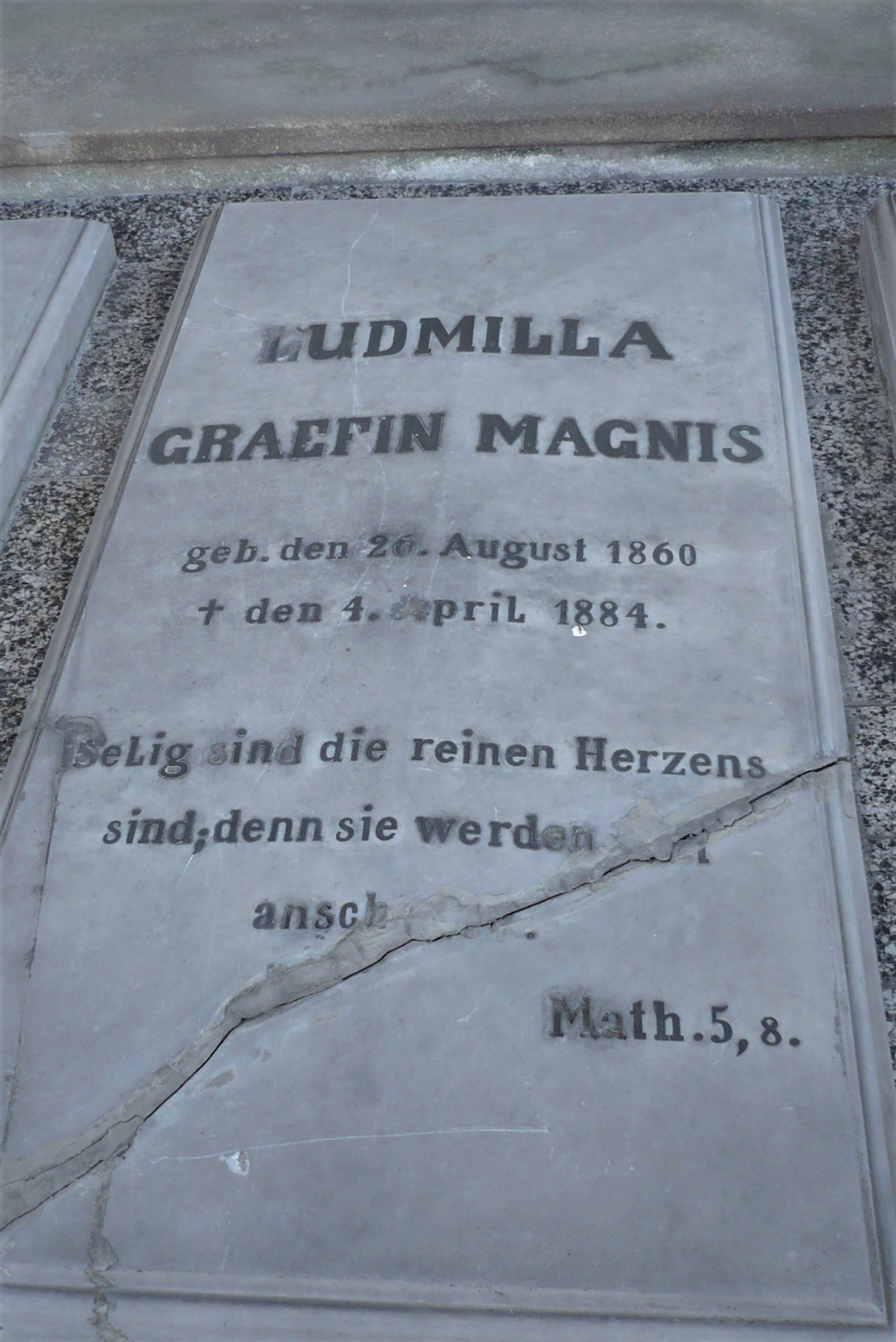
Bożków Kaplica
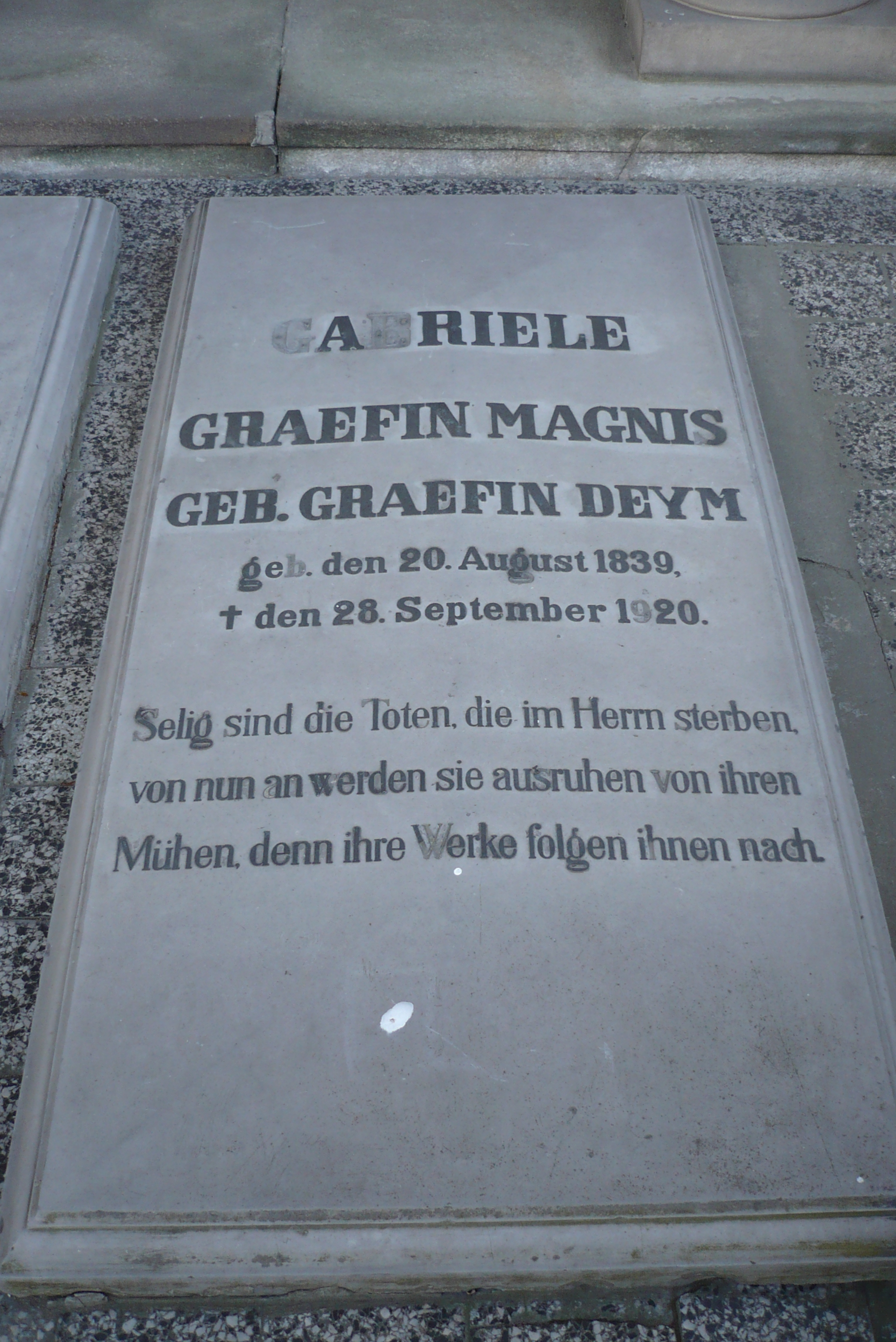
Bożków. Kaplica
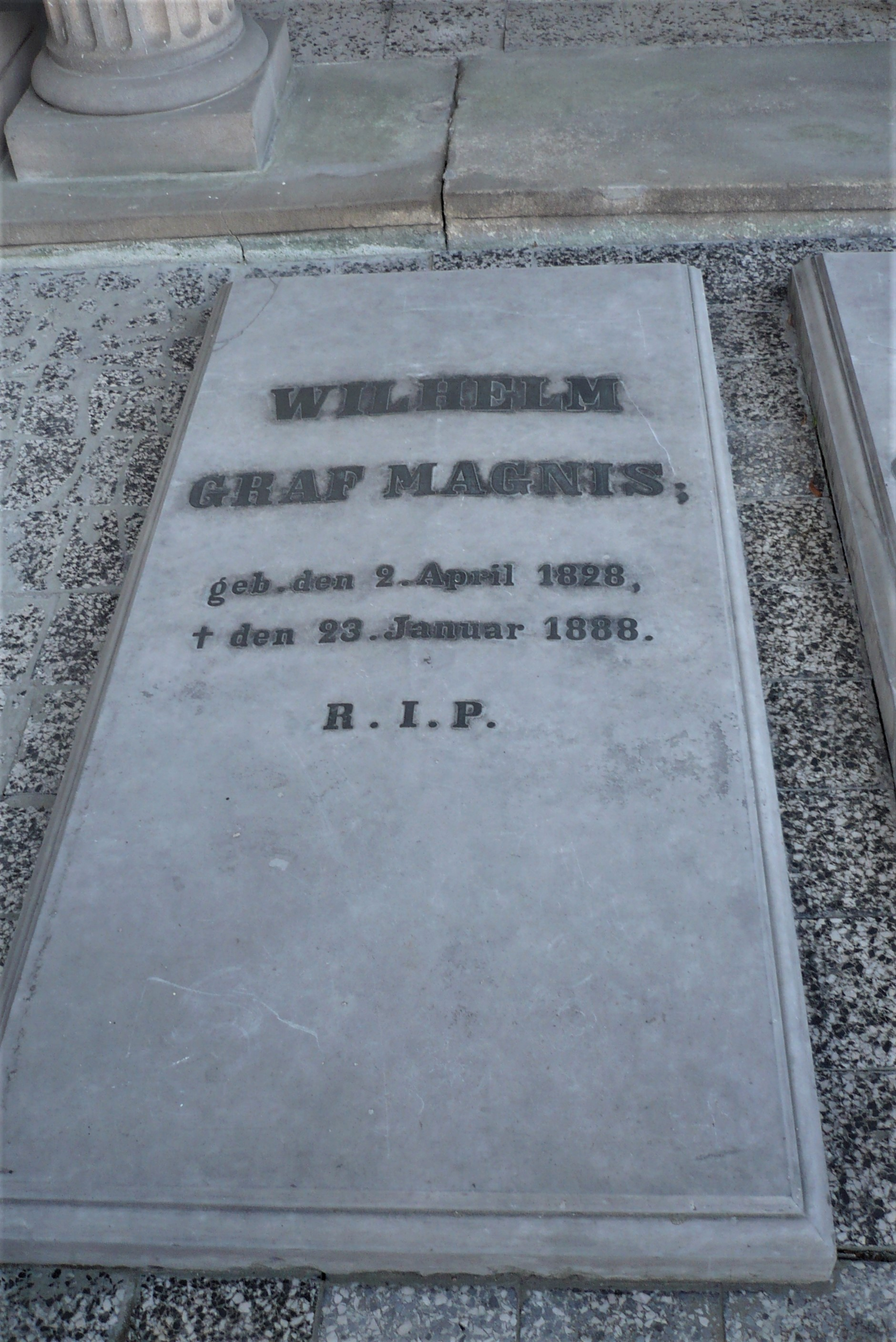
Bożków. Kaplica